# Sungurowo (obwód kurgański)
Sungurowo (ros. Сунгурово) – wieś (sieło) w Rosji, w obwodzie kurgańskim, w rejonie mokrousowskim. W 2010 liczyła 483 mieszkańców.